# カメレオン属
カメレオン属（カメレオンぞく、Chamaeleo）は爬虫綱有鱗目カメレオン科の下位分類群の一つ。別名ナミカメレオン属。

## 概要
アフリカ大陸、アラビア半島、地中海沿岸部、南アジアに分布し、サブサハラアフリカに多い。乾燥には強く、通常樹上や茂みに生息するが、ナマクアカメレオンは砂漠に生息する。繁殖形態は卵生。

## 分類
カメレオン属はカメレオン科のタイプ属である。分類と和名は上原(2022)に従う。
- C. africanus バシリスクカメレオン(アフリカカメレオン) African chameleon
- C. anchietae アンゴラカメレオン Angola double-scaled chameleon
- C. arabicus アラビアカメレオン Arabian chameleon
- C. calcaricarens エチオピアカメレオン Awash spurless chameleon
- C. calyptratus エボシカメレオン Veiled chameleon
- C. chamaeleon チチュウカイカメレオン common chameleon
- C. dilepis ディレピスカメレオン Flap-necked chameleon
- C. gracilis グラキリスカメレオン graceful chameleon
- C. laevigatus スムースカメレオン(ツブシキカメレオン) smooth chameleon
- C. monachus ソコトラカメレオン(ボウズカメレオン) Socotran chameleon
- C. namaquensis ナマクアカメレオン Namaqua chameleon
- C. necasi ネツァスカメレオン Nečas' flap-necked chameleon
- C. senegalensis セネガルカメレオン Senegal chameleon
- C. zeylanicus インドカメレオン Indian chameleon